# Branta bernicla
La barnacla carinegra, barnacla de cara negra, barnacla cara negra o ganso de collar  (Branta bernicla) es una especie de ave anseriforme de la familia Anatidae propia del Holártico. Es un ganso que cría en territorios del Ártico, en Noruega, Rusia, Canadá, Alaska y Groenlandia, y migra para pasar el invierno en el sur, en las costas de Europa occidental, la costa atlántica de Estados Unidos, la costa pacífica de América del Norte y la costa del nordeste de Asia y Japón.

## Taxonomía y etimología

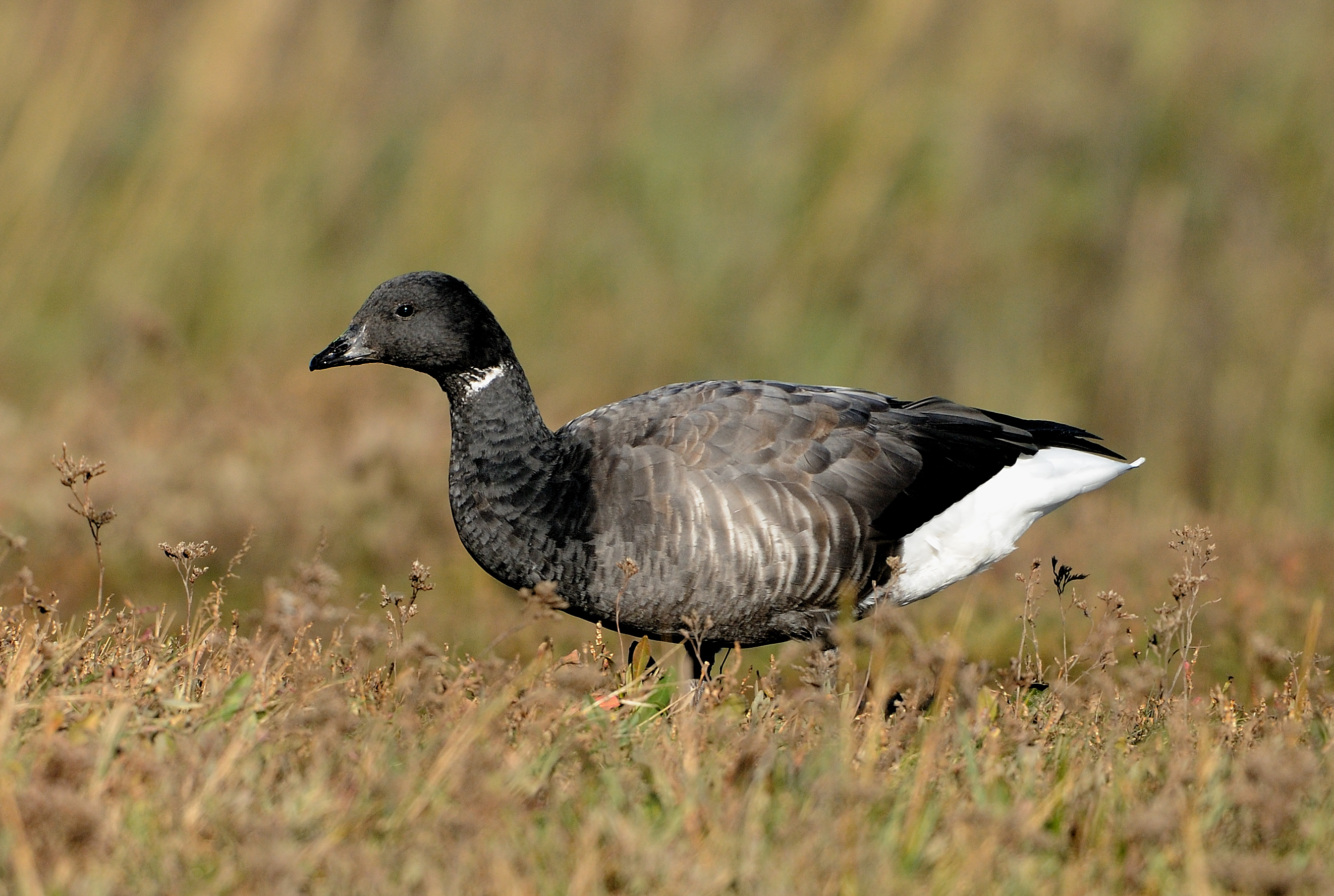
Ejemplar de B. b. bernicla en Reino Unido.

La barnacla carinegra fue descrita científicamente por Carlos Linneo en 1758 en la décima edición de su obra Systema naturae, con el nombre de Anas bernicla, que significa «pato barnacla». Posteriormente fue trasladado al género de gansos Branta, creado por el naturalista tirolés Giovanni Antonio Scopoli en 1769.  El nombre del género es la forma latinizada del término inglés, brant, que designa a esta especie.
La etimología de su nombre común, barnacla, así como de la forma latinizada de su nombre científico, bernicla, procede del nombre inglés barnacle, de origen incierto, que significa barnacla cariblanca. Algunos piensan que el término procede del sinónimo de barnacle, también aplicado a los crustáceos cirrípedos, por la creencia popular de que estos gansos nacían de las conchas de los balanos, al desconocerse que se reproducían en el lejano ártico.
Se reconocen tres subespecies de barnacla carinegra:
- Branta bernicla bernicla - barnacla carinegra de barriga oscura; cría en las costas árticas de Siberia central y occidental e inverna en Europa occidental, con más de la mitad de la población en el sur de Inglaterra, el resto en el norte de Alemania y el norte de Francia.
- Branta bernicla hrota - barnacla carinegra de barriga pálida o barnacla carinegra del Atlántico. Cría en la Tierra de Francisco José, Svalbard, Groenlandia, y nordeste de Canadá, invernando en Dinamarca, nordeste de Inglaterra, en Strangford Lough en Irlanda del Norte y en la costa atlántica de Estados Unidos desde Maine hasta Georgia.
- Branta bernicla nigricans - barnacla carinegra negra. Cría en el noroeste de Canadá, Alaska y Siberia oriental, e inverna mayormente en las costas occidentales de América del Norte desde Alaska hasta California, pero también algunas en el este de Asia, principalmente en Japón.

## Descripción

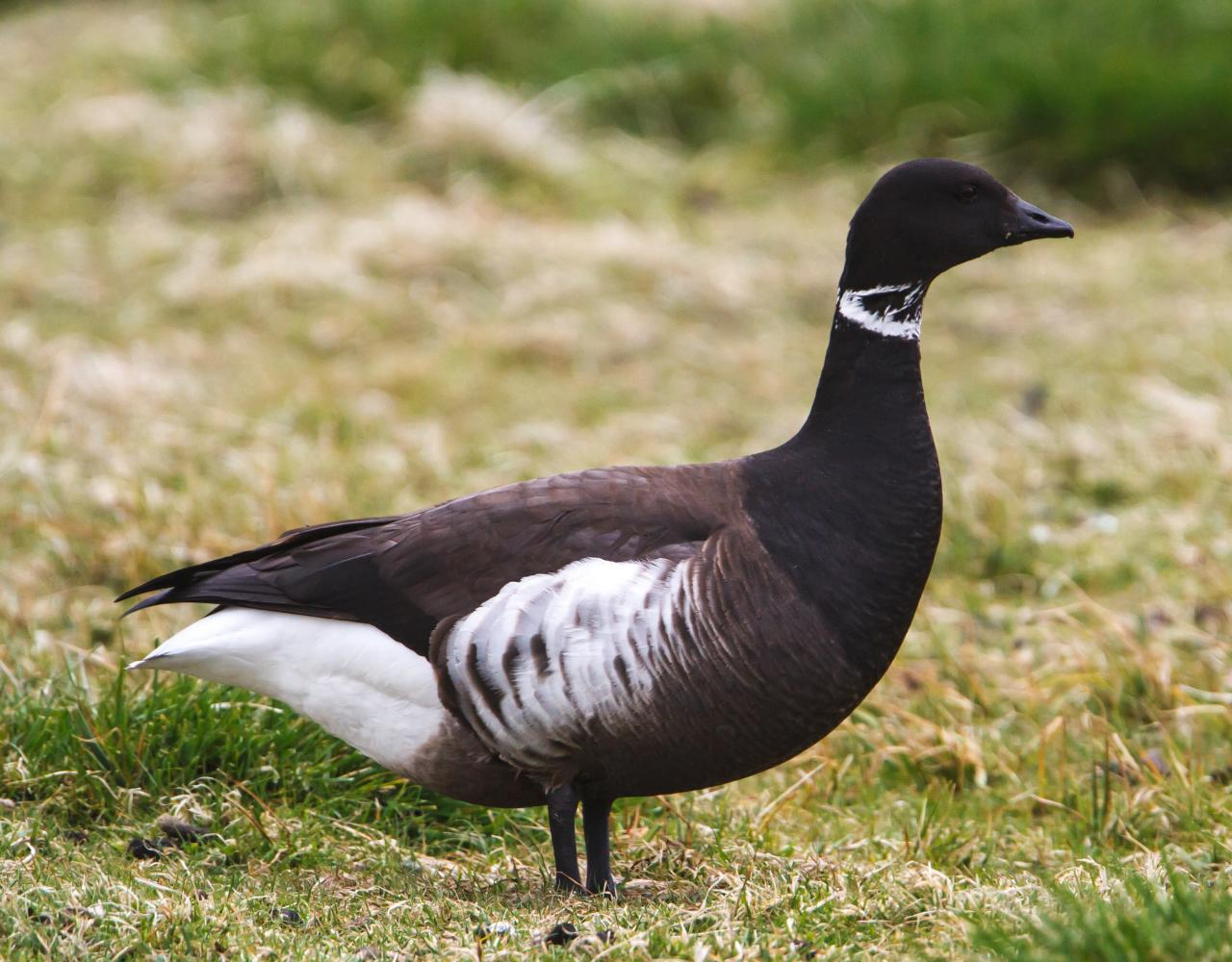
Ejemplar de B. b. nigricans en Islandia.

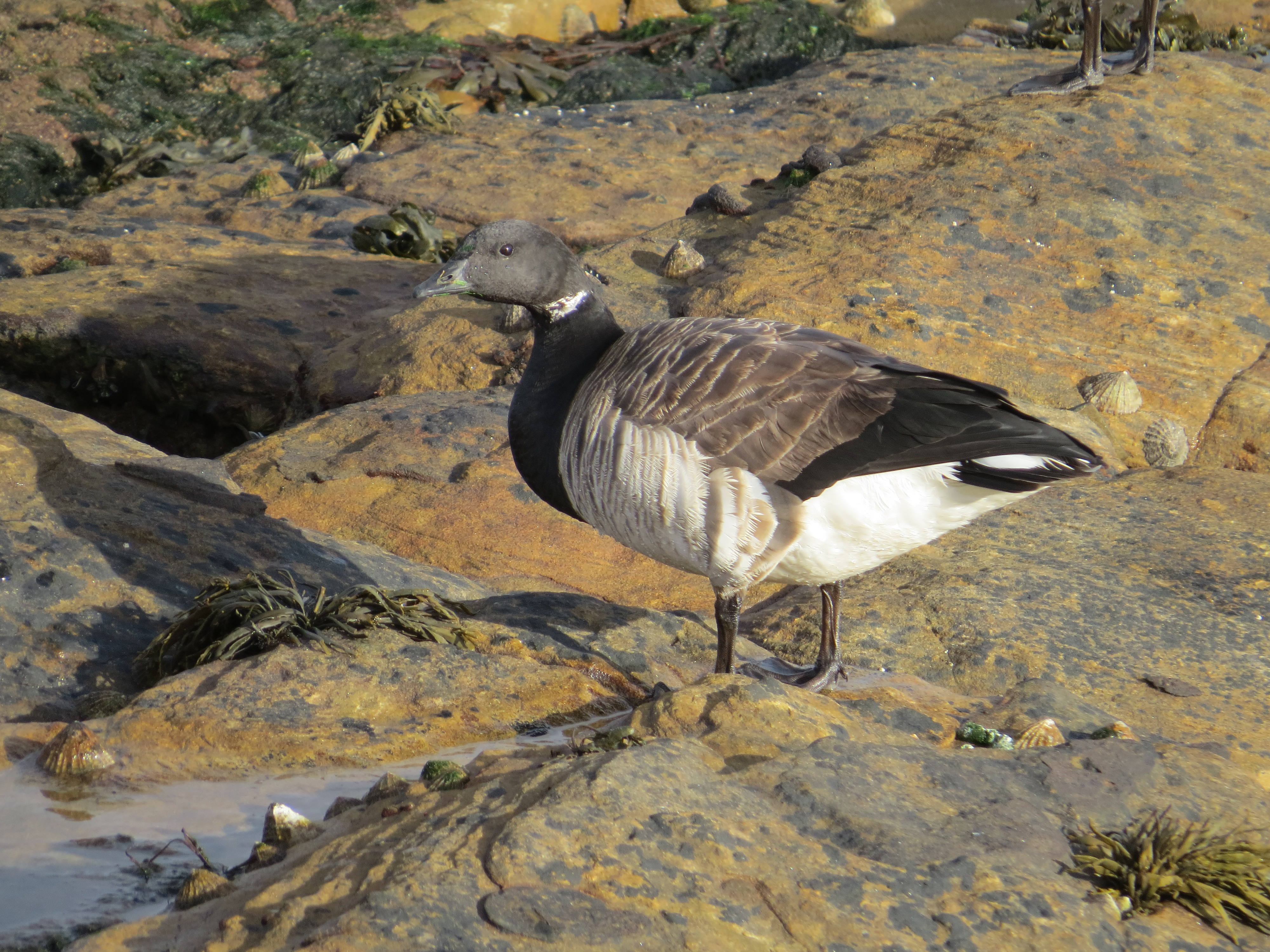
Ejemplar de B. b. hrota en el noreste de Inglaterra.

La barnacla carinegra es un ganso pequeño de pico corto y grueso. Mide entre 55-66 cm de largo, con una envergadura alar de 106-121 cm, y pesa entre 0,88 y 2,2 kg. Su plumaje es de tonos pardo grisáceos, con la cabeza y cuello negruzcos. Su bajo vientre y región caudal son de color blanco puro, en contrate con las réctrices negras de su corta corta, la más corta entre los gansos.
El cuerpo de la subespecie B. b. bernicla es bastante uniformemente pardo grisáceo en todas sus partes, sus flancos y la barriga no son significativamente más pálidos que el dorso. La cabeza y el cuello son negros, con manchas blancas en los laterales de la parte superior del cuello. La subespecie B. b. hrota en general tiene más variedad de tonos de pardo grisáceo en su cuerpo. Presentan un contraste marcado entre los tonos claros de sus flancos y vientre y su espalda oscura. Su cabeza y el cuello son negruzcos, con una mancha pequeña a cada lado del cuello. En cambio, en B. b. nigricans los tonos pardos negruzcos están más extendidos, y presenta grandes contrastes entre el blanco y los tonos negruzcos. Su espalda y sus partes inferiores son casi del mismo tono pardo negruzco, llegando las partes oscuras no solo más abajo sino también más atrás que en las otras formas, en cambio, tiene una gran mancha blanca prominente en el flanco. También tiene una lista irregular blanca en el cuello, mucho más prolongada que las demás subespecies, que forma un collar casi completo.

## Distribución y hábitat

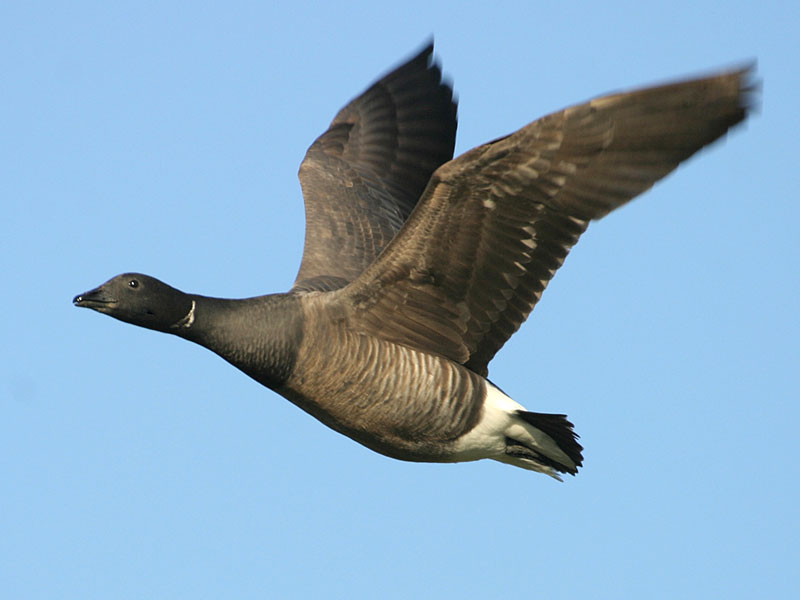
Cría en el ártico y migra a las costas del Holártico templado.

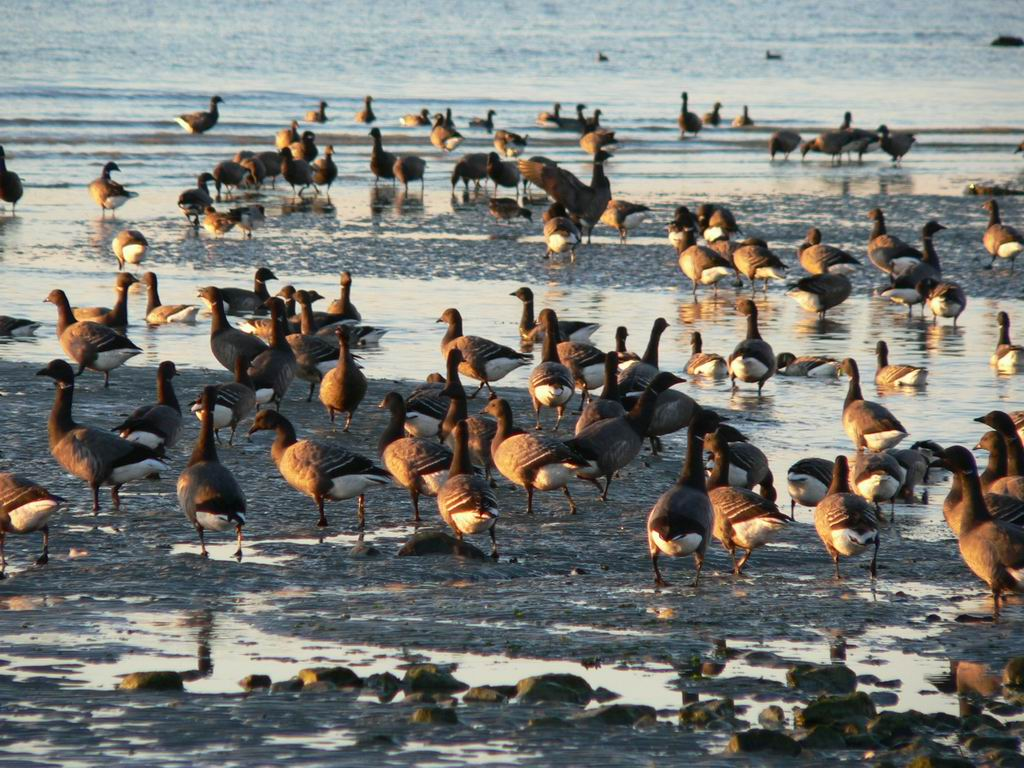
Tras la época de cría viven en bandadas en la costa.

La barnacla carinegra es un ave migratoria de larga distancia que cría en el Ártico, en la tundra costera de Eurasia y Norteamérica, incluidas Groenlandia y las demás islas árticas. Tras la época de cría viaja al sur para pasar el invierno, en las costas de Europa occidental, desde Dinamarca al norte de la península ibérica; la costa atlántica de Estados Unidos, la costa pacífica de América del Norte, desde el extremo sur de Canadá hasta Baja California, y la costa del noreste de China, Corea y Japón.
Esta especie solía ser un ave estrictamente costera en invierno, que rara vez abandonaba los estuarios de marea, donde se alimenta de hierba de mar (Zostera marina) y del alga lechuga de mar (Ulva). A finales del siglo XX, comenzó a usar las tierras agrícolas cercanas a la costa, para alimentarse de hierbas y cereales de invierno. Esta puede ser conducta aprendida de otras especies de gansos. La presión por falta de alimento también puede haber sido un importante aliciente para producir este cambio, dado que la población mundial se ha incrementado más de diez veces hasta alcanzar los 400 000-500 000 individuos hacia mediados de la década de 1980, posiblemente sobrepasando la capacidad de carga de los estuarios. En la estación de cría, usa las zonas costeras húmedas de la tundra tanto para alimentarse como para criar. 
La barnacla carinegra es una de las especies a las cuales se aplica el Acuerdo sobre la Conservación de Aves Acuáticas Migratorias Africano-Euroasiático (AEWA).

## Comportamiento

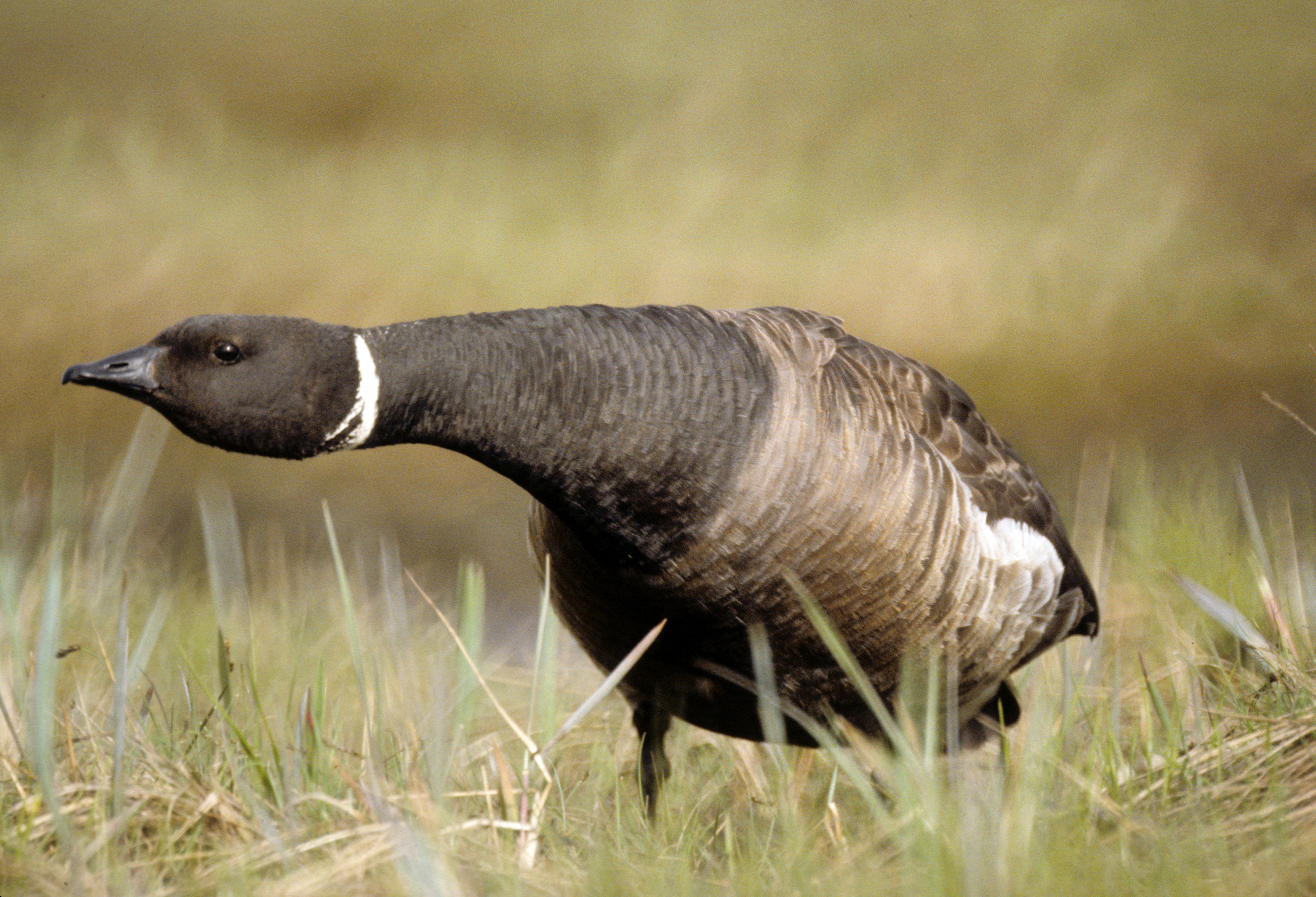
Una barnacla carinegra en posición defensiva.

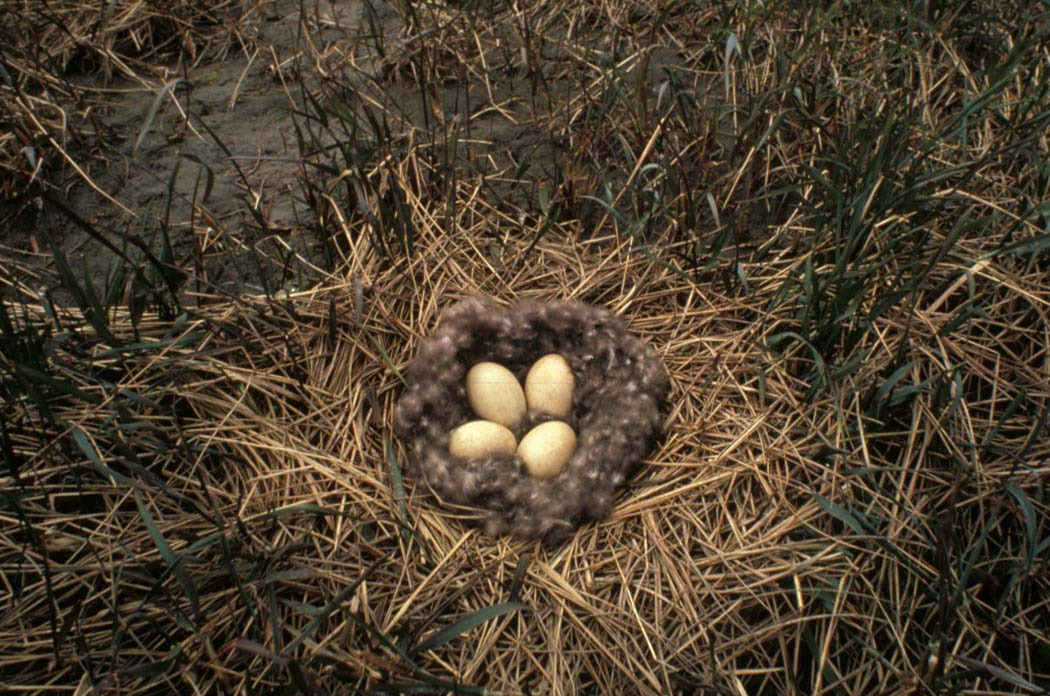
Nido de barnacla carinegra.

Fuera de la época de cría las barnaclas carinegras viven agrupadas en grandes bandadas. Las bandadas de barnaclas carinegras no suelen volar en la típica formación en V, vuelan rápidamente pero sin alinearas. Sus rutas migratorias no están fijadas genéticamente, sino que los individuos de cada subpoblación tiene que aprender sus rutas. Las barbaclas carinegras se alimentan de hierba, musgos, líquenes y plantas acuáticas. 
Las barnaclas son monógamas pero forman una nueva pareja si pierden a su compañero. La época de cría empieza en junio poco después de haber llegado a sus cuarteles de reproducción. Las barnaclas carinegras se reproducen colonialmente en la tundra costera ártica. También suelen criar en las islas costeras. Suelen anidar en pequeñas colonias situadas el lugares altos y secos de la tundra. No es infrecuente que aniden en las proximidades de las gaviotas y las rapaces, aunque no tan frecuentemente como los ánsares emperadores. Su nido tiene forma de cuenco, revestido internamente de hierba y plumón, situado en un lugar elevado. Habitualmente ponen de tres a cinco huevos. Los polluelos eclosionan tras 24 a 26 días de incubación, y su desarrollo tarda unos 40 días. Una vez que los polluelos nacen siguen a sus familias a los lagos, ríos y estuarios de la zona de cría. El vínculo de pareja desaparece en este periodo. Los machos dejan a las hembras tras la eclosión para agruparse en grupos de machos alejados. En este periodo se produce la muda dura desde mediados de julio hasta mediados de agosto.La muda completa comienza con la eclosión de los polluelos. El turno de la tarde que comienza a mediados de julio en aves adultas, dura aproximadamente hasta mediados de agosto, cuando los juveniles consiguen la capacidad de vuelo.